# Jeremy Yates
Jeremy Yates (Hastings, Hawke's Bay, 6 de juliol de 1982) va ser un ciclista neozelandès. Va competir professionalment entre 2009 i 2011.
El seu germà Matthew també es dedicà al ciclisme.

## Palmarès
- 2000
  -  Campió del món júnior en ruta
- 2002
  -  Campió de Nova Zelanda sub-23 en ruta
  - Vencedor d'una etapa al Tour de Southland
- 2003
  -  Campió de Nova Zelanda sub-23 en ruta
  - Vencedor de 2 etapes al Tour de Southland
- 2004
  - 1r a l'Umm Al Quwain Race i vencedor d'una etapa
  - 1r a la Fletxa ardenesa
  - 1r als Dos dies del Gaverstreek
  - Vencedor d'una etapa al Tour de Wellington
  - Vencedor de 2 etapes al Triptyque des Monts et Châteaux
  - Vencedor d'una etapa a la Ruban Granitier Breton
  - Vencedor d'una etapa al Tour de Vineyards
  - Vencedor d'una etapa al Tour de Tarn-et-Garonne
- 2009
  - 1r al Tour de Vineyards
  - 1r a Le Race
  - Vencedor d'una etapa al Tour de Southland
- 2010
  - Vencedor d'una etapa al Tour de Brasil-Volta de l'Estat de São Paulo
  - Vencedor de 2 etapes al Tour de Southland
- 2011
  - Vencedor de 2 etapes al Tour de Vineyards
  - Vencedor d'una etapa al Tour of Victory